# Collocalia marginata
Espèce
La Salangane des Philippines (Collocalia marginata) est une espèce d'oiseaux de la famille des Apodidae.

## Répartition
Cet oiseau est endémique des Philippines.

### Liste des sous-espèces
Selon la classification de référence du Congrès ornithologique international (version 15.1, 2025), cet oiseau est représenté par deux sous-espèces :
- Collocalia marginata septentrionalis Mayr, 1945 — Babuyan, Calayan et nord de Camiguin ;
- Collocalia marginata marginata Salvadori, 1882 — Luçon, et Visayas.

## Systématique et taxinomie
Cette espèce jusqu'en 2017 était considérée comme une sous-espèce de Collocalia esculenta.